# Archéophone

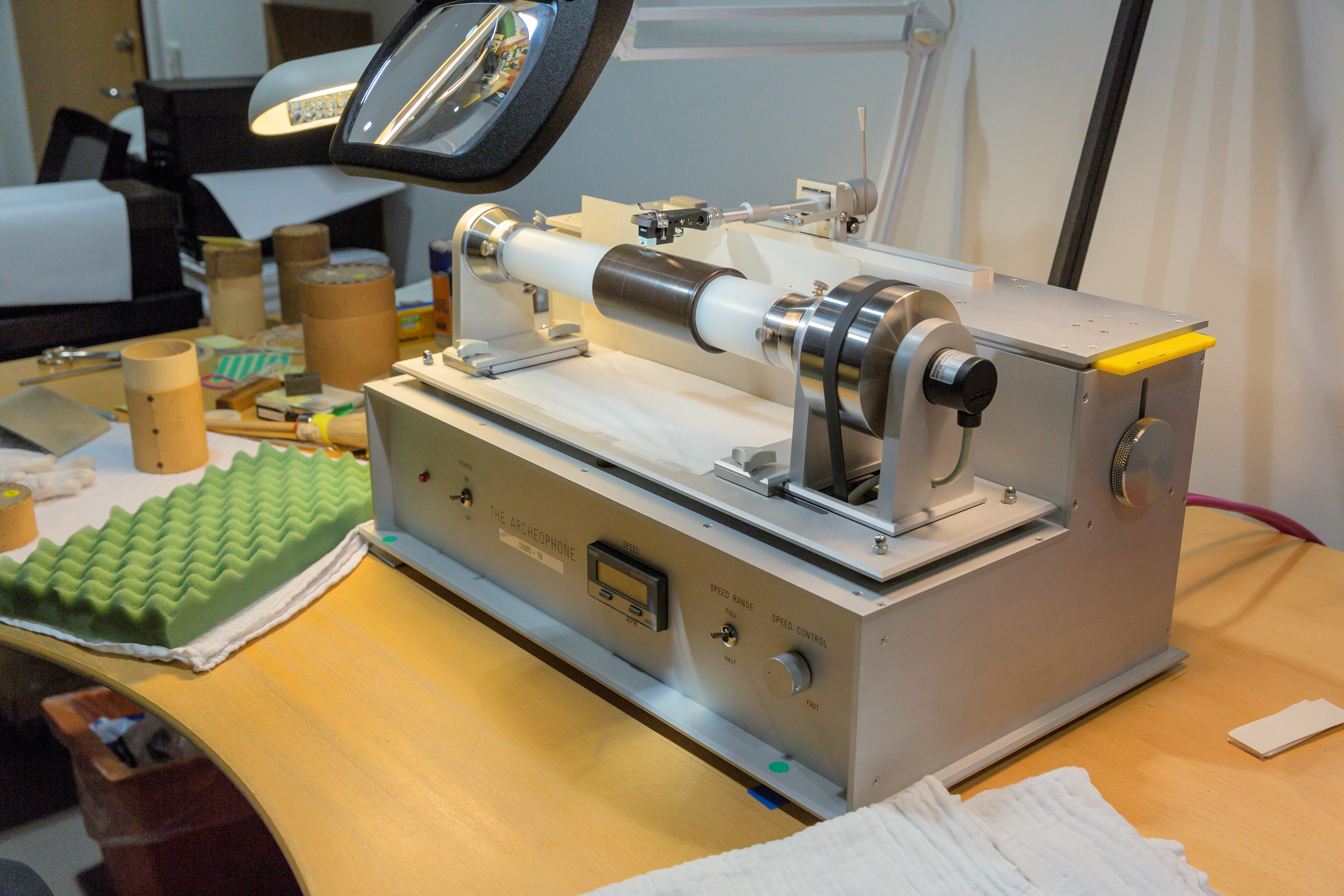
Archéophone nella Biblioteca di Stato ad Aarhus, Danimarca

L'Archéophone è una versione elettrica moderna dei fonografi e dei dittafoni del XIX e dell'inizio del XX secolo. È progettato specificamente per trasferire cilindri fonografici e altri formati di cilindri sui moderni supporti di registrazione.

## Storia
Progettata in Francia da Henri Chamoux, la macchina viene utilizzata per trasferire e conservare registrazioni presso la Library of Congress, la Biblioteca nazionale di Francia, l'Edison National Historic Site, l'UC Santa Barbara, la University of North Carolina, l'University College Dublin, il Canadian Museum of Civilization e molte altre biblioteche e archivi.
Con un peso di quasi 25 kg e un costo di oltre 10.000 dollari, l'Archéophone è uno strumento specialistico e non è disponibile al pubblico in generale. Tuttavia i CD con registrazioni cilindriche trasferite sono stati resi disponibili da varie etichette discografiche e organizzazioni.